# Taller el Drac Petit

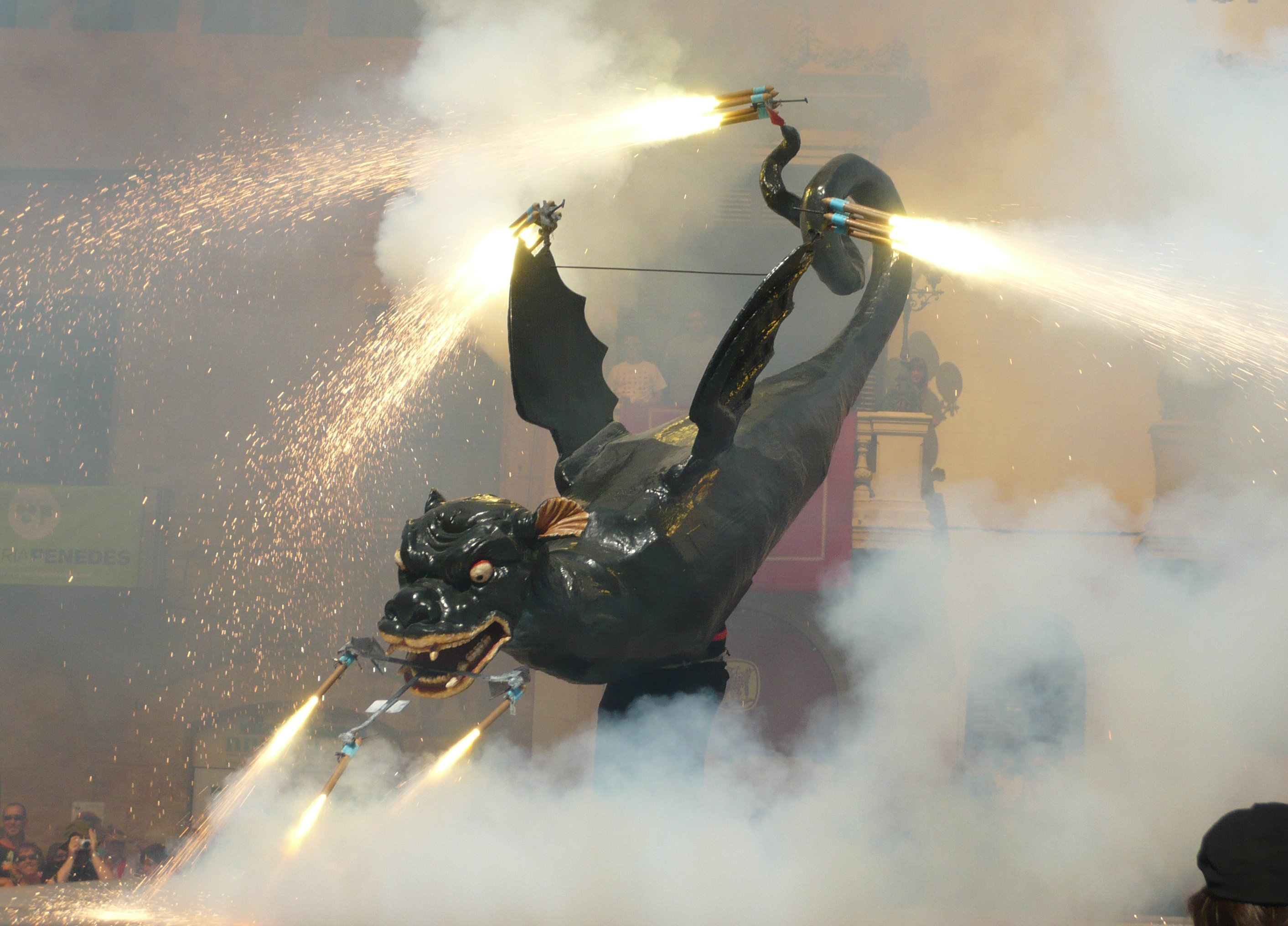
Rèplica del drac de Vilafranca del Taller el Drac Petit

El Taller el Drac Petit de Terrassa és un taller d'imatgeria festiva, un dels pocs obradors especialitzats en la construcció, restauració i reparació de gegants, capgrossos, bestiari i qualsevol element de cartó pedra. Funciona per mà de l'artista terrassenc Jordi Grau i Martí (Terrassa, 1 de juny de 1961).
El Taller el Drac Petit neix per mà de Jordi Grau, del seu germà Jan Grau i del seu pare, Josep Grau l'any 1981 amb l'objectiu que la ciutat de Terrassa pogués recuperar els seus elements d'imatgeria festiva que havien desaparegut o quedat molt malmesos després d'anys guardats. Així doncs, aquest moviment de recuperació de les festes populars els va dur a reparar els Gegants Vells de Terrassa, datats l'any 1850, i a crear el Drac de Terrassa el mateix any. A partir d'aquests inicis, amb la recuperació de figures de la ciutat de Terrassa, pare i fill van millorar la seva tècnica del cartó pedra amb la reparació i creació de figures de tota classe. Va ser en aquella mateixa època quan van establir amistat amb Domènec Umbert i Vilaseró, amb el qual van treballar i perfeccionar les tècniques de construcció i reparació de gegants i capgrossos.
D'ençà dels seus inicis, del Taller han sorgit obres com els Gegants de Martorell, la Vaca Xula de Vacarisses, el Gegant Gerió de Girona o bèsties com la rèplica del Drac de Vilafranca del Penedès per la ciutat d'Ath (Bèlgica), l'Àliga de Vic o l'Àliga de Badalona. També han fet la restauració de l'Àliga de Vilafranca del Penedès, els Gegants Vells i Nous de Terrassa, els Capgrossos centenaris de Capellades o el Drac de Vilafranca del Penedès, del qual es té la primera notícia del 1600, quan apareix en una relació sobre la diada de Corpus.